# Zebronia mahensis
Zebronia mahensis là một loài bướm đêm trong họ Crambidae.